# Kronprinz
Als Kronprinz bezeichnet man in Monarchien mit Erstgeborenen-Nachfolgeordnung (Primogenitur) in der Regel den ältesten Sohn eines Kaisers oder Königs, der nach dem Tod des regierenden Monarchen Inhaber des Throns sein wird, ohne dass es dazu weiterer Rechtsakte bedarf. Der entsprechende Titel in regierenden Fürstenhäusern lautet Erbprinz. In Russland war der Kronprinz der Zarewitsch (wörtlich „Sohn des Zaren“). In anderen Königreichen lauten oder lauteten die Titeln des "Erstgeborenen" Sohnes: im Vereinigten Königreich Großbritannien und Nordirland: Prince of Wales; in Spanien: Principe de Asturias; in Königreich Frankreich: Dauphin. Im anglo-amerikanischen Raum gibt es die Begriffe Heir presumptive und Heir apparent, letzteres für die Erben die nicht durch die Geburt weiterer verdrängt werden können.
Hat der Monarch keinen thronfolgeberechtigten Sohn, so wird sein Verwandter, der nach den Regeln des Staates bzw. des Herrscherhauses den Thron nach seinem Tod einnehmen wird, als Thronfolger, jedoch nicht als Kronprinz, bezeichnet. Dies ist kein Titel, sondern nur eine Funktionsbezeichnung. Diese wird daher zusätzlich zu bestehenden Titeln verwendet.

## Primogenitur
So war beispielsweise in Preußen der spätere König Friedrich Wilhelm IV. von Preußen (reg. 1840–1861) als ältester Sohn des Königs Friedrich Wilhelm III. (reg. 1797–1840) seit dessen Thronbesteigung „Kronprinz von Preußen“. Da Friedrich Wilhelm IV. kinderlos blieb, war sein nächstjüngerer Bruder, Prinz Wilhelm – der spätere preußische König und deutsche Kaiser Wilhelm I. (reg. 1861–1888) – seit 1840 unter dem Namen Prinz von Preußen Thronfolger.
Ähnlich wie im Falle der Ämterkombination „Deutscher Kaiser und König von Preußen“ war von 1871 bis 1918 im Deutschen Reich auch der Kronprinz zugleich „Kronprinz des Deutschen Reiches und von Preußen“. Im Unterschied zu allen übrigen Prinzen des preußischen Hauses, die lediglich als „Königliche Hoheiten“ zu bezeichnen waren und keinen deutschen Titel trugen, war der Kronprinz als Anwärter auf die deutsche Kaiserkrone zusätzlich als „Kaiserliche Hoheit“ zu bezeichnen und anzusprechen.
In Österreich-Ungarn führte Kaiser Franz Josephs I. einziger Sohn, Rudolf, seit seiner Geburt den Titel Kronprinz. Nach seinem Tod war Kaiserbruder Erzherzog Karl Ludwig Thronfolger, nach dessen Tod sein ältester Sohn, Erzherzog Franz Ferdinand. Er wurde als „Erzherzog-Thronfolger“ bezeichnet. Diese Bezeichnung ging nach der Ermordung Franz Ferdinands im Jahre 1914 auf den nunmehrigen Thronerben, Karl (reg. als Karl I. 1916–1918) über. Dessen Sohn Otto wiederum trug als Sohn des Monarchen nun bis zum Ende der Monarchie den Titel Kronprinz.

## Weibliche Primogenitur
Kronprinzessin ist zum einen die persönlich nicht thronfolgeberechtigte Ehefrau eines Kronprinzen, zum anderen in Monarchien mit auch weiblicher Erbfolge das älteste thronfolgeberechtigte Kind des Monarchen, wenn es sich um eine Tochter handelt.
Die weibliche Thronfolge war in Monarchien salischen Erbfolgerechts (insbesondere im deutschen Kulturraum) ausgeschlossen oder musste durch komplizierte Rechtsänderungen – wie im Falle der „Pragmatischen Sanktion“ zugunsten der Habsburgererbin Maria Theresia vor 1740 – mühsam zu sichern versucht werden.
In anderen Monarchien existiert hingegen eine bedingte oder sogar unbedingte gleichberechtigte weibliche Erbfolge, die eine Thronfolgerin entweder im Falle des Nichtvorhandenseins männlicher Erben oder aber als grundsätzlich gleichberechtigte Erstgeborene eines Monarchen anerkannte. Bekannte Fälle sind die weiblichen Thronfolgen in Großbritannien: 1837 im Falle der Königin Viktoria, die jedoch nicht auch das bis dahin mit Großbritannien in Personalunion verbundene deutsche Königreich Hannover erben konnte (das deshalb an ihren ältesten Onkel fiel), oder 1952 im Falle der Königin Elisabeth II.
Im Laufe des 20. Jahrhunderts hatte sich in den meisten europäischen Monarchien die völlige Gleichberechtigung männlicher und weiblicher Primogenitur durchgesetzt – eine Reaktion auf die gesamtgesellschaftliche Tendenz zur Frauenemanzipation. Weil der japanische Thronfolger nur eine Tochter, aber keinen Sohn gezeugt hat, entstand auch dort eine Diskussion zur weiblichen Thronfolge. Diese scheint auch mit der Geburt eines Sohnes in der Familie des jüngeren Sohnes Prinz Akishino, Prinz Hisahito (* 6. September 2006), noch nicht erloschen zu sein. Ab März 2021 wurde über eine Gesetzesänderung zur Sicherung der Thronfolge des Kaisers erneut diskutiert.

## Seniorat
Die Primogenitur (Erstgeborenen-Nachfolge) ist allerdings nicht in allen Monarchien der Welt üblich. Namentlich in islamischen Monarchien war und ist häufig das Seniorat als Thronfolge-Alternative in Gebrauch. Dies galt etwa für die Thronfolge im Osmanischen Reich, nachdem die seit dem 15. Jahrhundert durch gezielte Tötung aller jüngeren Brüder eines Sultans erzwungene Sohnesnachfolge im 17. Jahrhundert zugunsten einer Nachfolge des jeweils ältesten Verwandten eines verstorbenen Sultans ersetzt wurde. Auf diese Weise wurden zunächst meist Brüder oder Cousins eines Monarchen dessen Nachfolger, bevor – je nach Alter – die Ältesten-Nachfolge in der nächsten Generation greifen konnte.
In entsprechender Weise trug bis 2017 im Königreich Saudi-Arabien jeweils der älteste Bruder (oder Halbbruder) des Königs den Titel des „Kronprinzen“ mit dem Recht der Nachfolge. 2017 ernannte König Salman ibn Abd al-Aziz seinen Sohn Mohammed bin Salman zum Kronprinzen des Königreichs und wich damit von der langen Tradition ab, um einen Generationswechsel zu ermöglichen.
In den Haschimiten-Monarchien Irak und Jordanien war die Erbfolge gemischt: Dort herrschte prinzipiell Primogenitur, doch konnte – meist in Ermangelung eines Sohnes des regierenden Monarchen – der Kronprinzentitel nebst Thronfolgerecht auch auf andere Verwandte des Monarchen übertragen werden. So fungierte zwischen 1953 und 1958 unter dem letzten König des Irak, Faisal II. (reg. 1939–1958), dessen Onkel Abd-al-Ilah als Kronprinz. Beide wurden beim Militärputsch von 1958 ermordet.
Ähnlich war unter König Hussein I. von Jordanien (reg. 1952–1999) lange Zeit dessen Bruder Prinz Hassan Kronprinz, bevor Hussein diese Funktion kurz vor seinem Tode auf einen seiner Söhne, den nunmehrigen König Abdullah II. (reg. seit 1999), übertrug.

## Besondere Thronfolger-Titel
Häufig führen Kronprinzen noch einen besonderen eigenen Titel, der oft auf ein früheres Teilkönigreich oder Teilfürstentum verweist, jedoch heute nur noch ein Ehrentitel ist:
- Vereinigtes Königreich: Herzog von Cornwall (Duke of Cornwall) in England; Herzog von Rothesay (Duke of Rothesay) in Schottland; durch Verleihung traditionell auch Fürst von Wales (Prince of Wales)
- Belgien: Herzog von Brabant (Hertog van Brabant, Duc de Brabant)
- Niederlande: Fürst von Oranien (Prins(es) van Oranje)
- Spanien: Fürst von Asturien (Príncipe de Asturias) für Kastilien, Fürst von Girona (Príncipe de Girona) für Aragonien, Fürst von Viana (Príncipe de Viana) für Navarra

Ehemalige Titel für Thronfolger waren:
- Frankreich (Königreich): Dauphin (Delfin)
- Frankreich (1. Kaiserreich): König von Rom
- Frankreich (2. Kaiserreich): Prince Impérial (kaiserlicher Kronprinz)
- Königreich Italien: Prinz von Piemont, Prinz von Neapel
- Portugal: Infant(in) und Herzog von Braganza (Duque de Bragança)
- Preußen: Wenn ein Kronprinz fehlte, erhielt der Thronfolger den Namen und Titel Prinz von Preußen
- Russland: Zarewitsch (Zarensohn)
- Osmanisches Reich: Veliaht

## De-facto-Kronprinzen in Nichtmonarchien
In einer Reihe von Staaten, die pro forma Republiken sind, tatsächlich aber autoritär bis despotisch regiert wurden bzw. werden, etablierte sich besonders im Rahmen der Dekolonisation nach 1945 ebenfalls eine De-facto-Thronfolge. Bekannte Beispiele sind etwa:
- Nordkorea: Kim Jong-il, 1974 von seinem Vater Kim Il-sung zum Nachfolger bestimmt; ihm folgte sein Sohn Kim Jong-un
- Haiti: Jean-Claude Duvalier beerbte 1971 seinen Vater François Duvalier
- Syrien: Baschar al-Assad war von 2000 bis 2024 Nachfolger seines Vaters Hafiz al-Assad
- Aserbaidschan: İlham Əliyev folgte 2003 seinem Vater Heydər Əliyev
- Togo: Faure Gnassingbé 2005 als kurzzeitiger Nachfolger seines Vaters Gnassingbé Eyadéma
- Gabun: Ali-Ben Bongo Ondimba folgte 2009 seinem Vater Omar Bongo